# Rania Khalek
Rania Khalek (en arabe : رانيا عبد الخالق) est une journaliste libano américaine. Elle anime l'émission Dispatches sur BreakThrough News. Elle suscite la controverse pour son relais de la propagande du régime syrien pendant la guerre civile syrienne.

## Biographie
Elle naît et grandit aux États-Unis. Ses parents sont libanais et émigrent aux États-Unis à la fin des années 1970. 

## Carrière
Rania Khalek a contribué à divers médias et sites de désinformation dont The Nation, The Grayzone, The Intercept, The Electronic Intifada, RT (Russia Today), Salon et MintPress News.

### «Plaidoyer en faveur des réparations»
Elle interpelle Ta-Nehisi Coates lors d'une conférence à la suite de la publication de son article de 2014 « The Case for Reparations » dans The Atlantic, critiquant un passage qui loue les paiements du gouvernement allemand à l'État d'Israël comme un modèle de réparations,.

### Visite en Syrie en 2016
Dans le cadre d'un voyage de reportage d'un mois en Syrie, Rania Khalek devait assister à une conférence à Damas organisée par la British Syrian Society, une organisation fondée par le beau-père de Bachar el-Assad, Fawas Akhras. Elle déclare assister à la conférence en tant que journaliste indépendante. Elle suscite la critique pour avoir accepté de prendre la parole lors d'un atelier de deux jours organisé lors de la conférence. Chris Doyle, du Conseil pour l'entente anglo-arabe, qu'il s'agit d'une « conférence de propagande ». Charlotte Silver, collègue de Rania Khalek au journal The Electronic Intifada, déclare que la décision de Rania Khalek de participer est une erreur de jugement. Oz Katerji écrit que la cofondatrice de The Electronic Intifada, Laurie King, écrit sur Facebook que le voyage de Khalek en Syrie la « dégoûtait ». Rania Khalek démissionne de son poste de rédactrice en chef du site Web à la suite des critiques. Elle décide de ne pas assister à la conférence et continue son voyage de reportage à travers la Syrie. 

### Visite en Syrie en 2019
En septembre 2019, Rania Khalek se rend en Syrie pour assister au 3e Forum syndical international, parrainé par le régime syrien, avec d'autres propagandistes tels Max Blumenthal, Yasemin Zahra, représentante du syndicat américain Labor Against War, Paul Larudee, chef du Mouvement de solidarité syrienne et Ajamu Baraka. Dans un article d'opinion pour Al Jazeera, Muhammad Idrees Ahmad critique Rania Khalek pour avoir invité ses fans sur les réseaux sociaux à admirer la « vue à couper le souffle en Syrie » dans une image géolocalisée à Saidnaya. Selon Bellingcat, de là où elle se tenait, Rania Khalek pouvait voir la prison de Saidnaya, un site où au moins 13 000 personnes ont été exécutées entre 2011 et 2015 selon Amnesty International. L'universitaire Idrees Ahmad déclare que la phrase de Rania Khalek est « aussi convenable qu'inviter les spectateurs à admirer un magnifique coucher de soleil sur Auschwitz ». Selon l'écrivain et militant écossais égyptien Sam Hamad, dans The New Arab, Rania Khalek et Max Blumenthal font « littéralement partie de la même machine de propagande utilisée par Assad et la Russie pour normaliser pleinement leur génocide ». 

### Relais de propagande sur les réseaux sociaux
En 2020, Rania Khalek publie sur des médias affiliés à la Russie, sans que cela ne soit affiché sur les réseaux sociaux et participe à la désinformation sur l'invasion de l'Ukraine par la Russie en 2022. 
En 2024, un rapport de l’Atlantic Council souligne que des régimes autoritaires dont l'Iran, la Russie et la Syrie, investissent les réseaux sociaux, notamment via des influenceurs, essentiellement occidentaux, dont Rania Khalek, qui comptabilise des milliers d’abonnés sur différentes plateformes, et « reprend mot pour mot la propagande des régimes russes et syriens » dans plusieurs vidéos devenues virales, en niant la responsabilité du régime Assad pour l'attaque chimique de la Ghouta en 2013, attaque ayant entraîné la mort de plus de 1300 civils. 